# Малкотърновско
 Тази статия е за историко-географската област.  За общината вижте Малко Търново (община).  
Малкотърновско е историко-географска област в Югоизточна България, около град Малко Търново.
Територията ѝ съвпада приблизително с някогашната Малкотърновска околия, а днес включва целите общини Малко Търново и Царево. Разположена е в североизточната част на планината Странджа. Граничи с Бургаско на север, Черно море на изток, Малкосамоковско и Лозенградско на юг и Средецко на запад.
До Балканските войни областта има по-широк обхват, включвайки и района на Малък Самоков, останал след края им в границите на Османската империя и намиращ се днес в Турция.